# Coconut Creek
Coconut Creek è un comune degli Stati Uniti d'America situato nella parte settentrionale della Contea di Broward dello Stato della Florida.
Secondo le previsioni del 2011, la città ha una popolazione di 52.909 abitanti su una superficie di 30,5 km².